# Maya Lawrence
Maya Lawrence (19 lipca 1980 w Nowym Jorku) – amerykańska szpadzistka, brązowa medalistka olimpijska. 
Na igrzyskach olimpijskich w Londynie w 2012 roku reprezentacja USA w składzie: Maya Lawrence, Courtney Hurley, Kelley Hurley i Susie Scanlan wywalczyła drużynowo brązowy medal. Na tej samej imprezie zajęła też dziewiątą pozycję indywidualnie. 
Ponadto zdobyła złote medale indywidualnie i drużynowo podczas mistrzostw panamerykańskich w Cancun w 2012 roku. W rywalizacji drużynowej zwyciężała także na mistrzostwach panamerykańskich w Montrealu (2007), mistrzostwach panamerykańskich w Reno (2011) i mistrzostwach panamerykańskich w Cartagenie (2013).